# Penis
|  | Aquest article tracta sobre penis. Vegeu-ne altres significats a «penis humà». |

| A l’esquerra, penis de balena minke comuna i a la dreta penis humà circumcís. |  | A l’esquerra, penis de balena minke comuna i a la dreta penis humà circumcís. |
| A l’esquerra, penis de balena minke comuna i a la dreta penis humà circumcís. |  |                                                                               |

El penis és un òrgan genital que tenen els exemplars mascles d'alguns animals, que s'ocupa de la copulació, a més de servir per a l'excreció urinària. La paraula prové del llatí 'penis', i al seu torn del protoindoeuropeu pes-.

## Etimologia
La paraula 'penis' procedeix del llatí 'penis', al seu torn del protoindoeuropeu pes-. El terme fal·lus prové del llatí phallus, i aquest del grec φαλλός (phalós), segons la RAE. Encara que en l'actualitat fal·lus és utilitzat com a sinònim de penis, el vocable phallus s'usava per a descriure imatges d'aquest òrgan, ja siguin pintades o gravades.

## Característiques generals

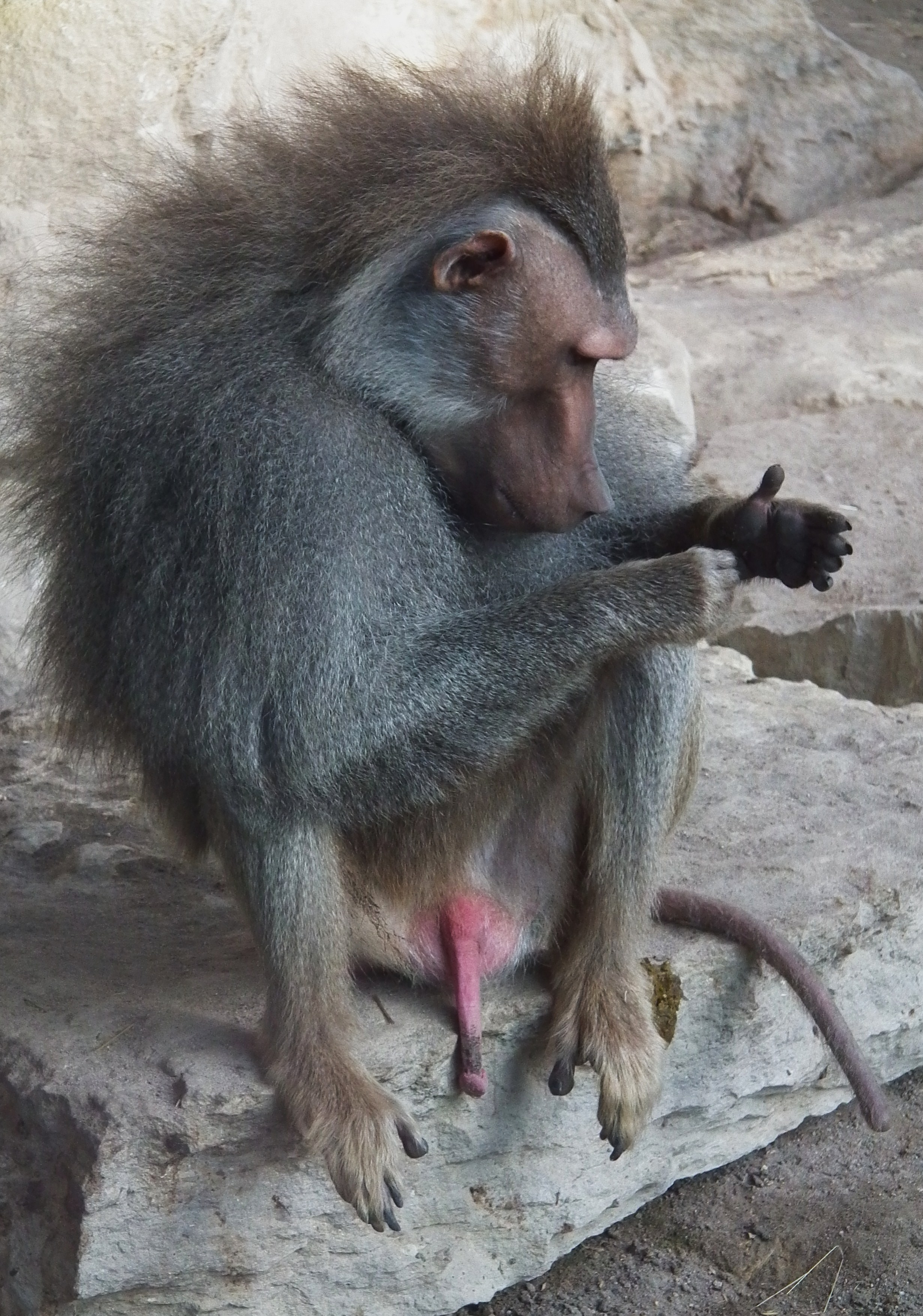
Penis d'un papió (Papio hamadryas)

Els òrgans genitals masculins es troben amb major freqüència a les espècies terrestres, ja que la majoria de les espècies aquàtiques no mamíferes fertilitzen els seus ous externament, amb algunes excepcions. Per a moltes espècies del regne animal, aquests òrgans són una característica distintiva de la fertilització interna.
En els animals, com a regla general, la grandària del penis és proporcional al del volum de l'espècie; tanmateix, això no és aplicable en tots els casos, ja que la grandària del penis varia molt.

## Tetràpodes

### Penis dels mamífers
Tots els mamífers mascles tenen un penis. Els insectívors, ratapinyades, rosegadors, carnívors i la majoria dels primats (però no els humans) tenen un os anomenat bàcul o us penis que endureix permanentment el penis. Durant la còpula, la sang engreixa el ja rígid penis, resultant en una erecció completa.
El penis en els monotremes és poc habitual; l'ornitorrinc té un penis amb dos lòbuls (bífid) en la punta encara que tot l'eix s'insereix en l'aparellament, possiblement per a enganxar totes dues branques uterines, però el penis del equidna té en realitat quatre caps, només dos de les quals funcionen alhora. Tant els monotremes com els talps marsupials són els únics mamífers amb penis interns, localitzats en la paret cloacal en comptes de fora d'ella com en altres mamífers.
La grandària i estructura del penis dels mamífers és summament variable. Per exemple, el penis erecte d'un goril·la adult és d'uns 4 cm, mentre que el del ximpanzé, la grandària corporal del qual és significativament menor, mesura aproximadament el doble que el del goril·la. El ximpanzé comú (Pa troglodytes) té el tercer peni més gran entre els grans simis (en comparació, el penis humà és més gran que el del ximpanzé comú, tant en termes absoluts com proporcionalment a la grandària corporal).
L'animal més gran de tot el regne animal, la balena blava, és alhora el posseïdor del penis més gran, amb al voltant de 2 m de longitud. Els mamífers amb els penis de menor grandària serien els mamífers més petits; ells són: la musaranya etrusca, amb una longitud corporal d'uns 35 a 50 mm, una cua de 2 a 3 cm, i un pes de 1,8 a 3 g, i el ratpenat borinot amb un llarg de 29 a 33 mm i un pes de 2 g.
Els dofins tenen control prènsil sobre el seu penis, i el poden usar com un apèndix sensorial amb el qual sondegen el fons de la mar.

#### Penis bifurcats
La majoria dels penis dels marsupials es bifurquen o es divideixen en dos de tal manera que s'assemblen als hemipenis; en les diferents espècies de marsupials les seves formes són prou característiques per a ser importants des del punt de vista taxonòmic.

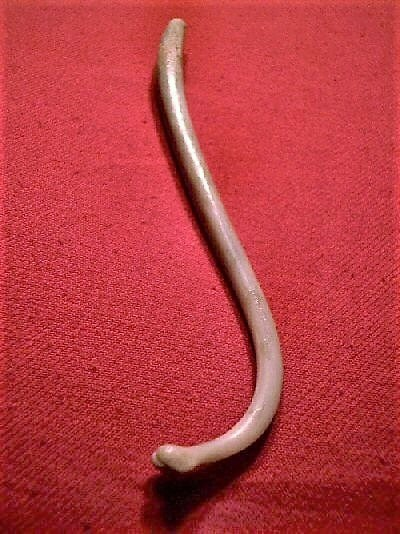
El bàcul d'un os rentador

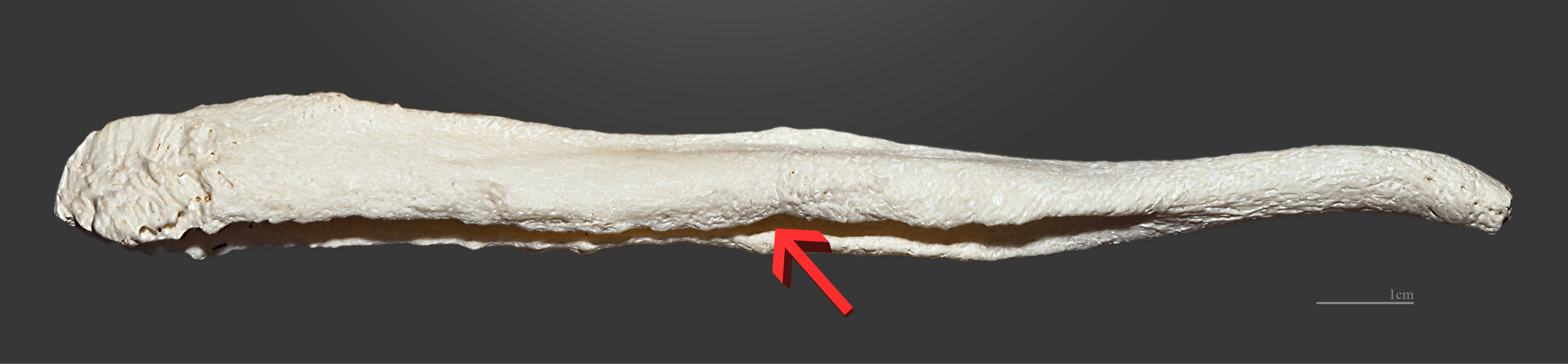
Bàcul d'un gos (Canis lupus familiaris)

#### Bàculs
El bàcul és un os que es troba en el penis de la majoria dels mamífers, més precisament en insectívors, rosegadors, carnívors i la major part dels primats. Entre les espècies domèstiques, es troba en el gat i el gos. La seva funció és permetre la penetració en absència d'erecció. La seva forma i grandària varien entre les espècies. Està absent en humans, marsupials, hienes, lagomorfs (com a conills i llebres) i en la família dels equins, entre d'altres, els quals han d'emprar altres estratègies per a aconseguir la penetració; generalment erectan els seus penis mitjançant el seu ompliment amb sang. L'os homòleg en les femelles es diu baubellum o us clitoridis (os clitorídeu).

### Rèptils amb penis

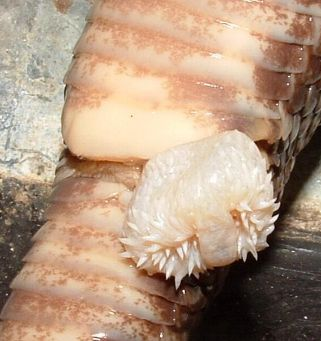
Hemipenis d'una serp cascavell Crotalus adamanteus

En els rèptils, els mascles en les tortugues i cocodrils posseeixen un penis. Els tuátares han d'usar la seva cloaca per a la reproducció.

#### Hemipenis
Els mascles de l'ordre Squamata (que inclou llangardaixos, serps, i culebrillas cegues) es caracteritzen per tenir hemipenis, és a dir, el seu aparell reproductor consta de dos òrgans pareixes. En els llangardaixos i serps, els mascles posseeixen hemipenis aparellats, cadascun dels quals sol estar acanalat per a permetre el transport d'esperma i espinós o aspre en la punta per a permetre una fixació ferma a la femella.Per a posar-se erecte, el hemipeni és evaginat (tornat del revés) per mitjà de l'acció muscular i la congestió amb sang. Només s'introdueix un en la cloaca de la femella alhora. En els rèptils, el fal·lus té un solc obert en lloc d'un tub uretral tancat.
En algunes tortugues, cocodrils, alguns ocells i en tots els mamífers, els mascles posseeixen un penis centrat al llarg de la línia mitjana del cos. Durant la còpula es posa erecte a causa de la congestió amb sang o limfa, encara que en molts animals també conté una estructura de suport rígida o fins i tot òssia. Quan no s'utilitza, el seu teixit tou sol estar flàccid i, segons l'espècie, pot retreure's en el cos. L'anatomia del penis varia molt segons l'espècie. No obstant això, el penis només va evolucionar una vegada en la història evolutiva de les amniotas. En els mascles caecilianos, l'òrgan intromitente es diu faloide.

## Peixos amb penis

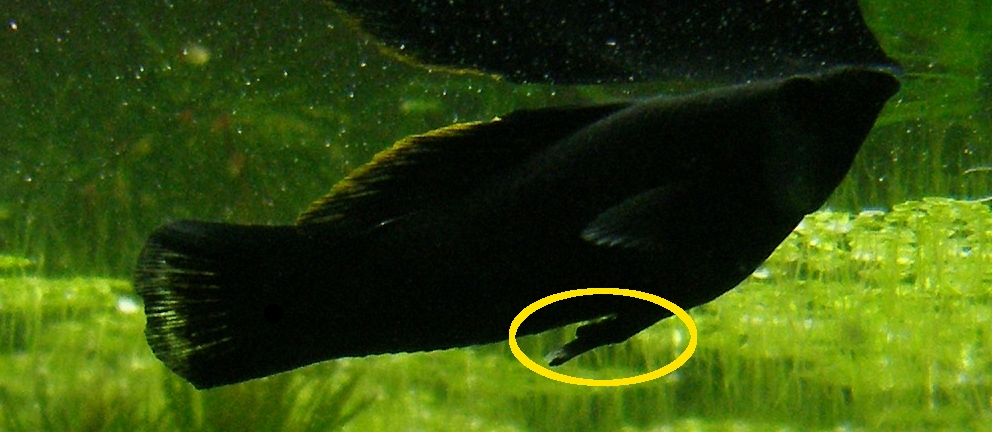
Un mascle negre de molly mostrant el seu òrgan copulador: el gonopodi.

Per a poder introduir l'esperma directament en el cos de les femelles, algunes espècies de peixos, partint d'aletes modificades, han desenvolupat òrgans copulatorios homòlegs al penis, denominats gonopodi, andropodium, i pterigopodi. En els membres masculins de Condrictis (taurons i ratlles), així com en els placodermos ara extints, les aletes pèlviques porten ganxos especialitzats. Durant la còpula, s'insereix un ganxo en la cloaca de la femella, i l'esperma és expulsada pel cos del mascle a través d'un solc cap a la femella.
Els membres de Poeciliidae són petits peixos que donen a llum a cries vives. En els mascles, l'aleta anal té forma d'un òrgan ranurado en forma de vara anomenat gonopodio que s'utilitza per a lliurar l'esperma a les femelles.

### Pterigopodi
Els pterigopodis són òrgans reproductius de forma cilíndrica que estan presents en els exemplars mascles dels peixos cartilaginosos.
Es van originar com a resultat d'una modificació de la part posterior de les aletes ventrals, de manera atropellada i amb les vores sobreposades. En els exemplars adults, els pterigopodios estan reforçats amb sals de calci.
Cada pterigopodi compta al seu torn amb un òrgan subcutani, anomenat «sifó», la funció del qual consisteix a omplir al pterigopodi d'aigua perquè després sigui expulsar-la en l'ejaculació barrejada amb esperma. Abans de la còpula, el pterigopodi s'alça i el seu sifó s'omple d'aigua per un orifici especial; després, el pterigopodi és introduït a la vagina i s'obre com un paraigua; finalment, el pterigopodi ejacula el seu contingut. En la majoria dels casos, només ho fa un dels pterigopodis, que és l'únic amb el qual es farà la penetració, de la mateixa forma en què ocorre amb el hemipenis dels rèptils escatosos.

## Ocells amb penis
Els exemplars mascles de la majoria de les espècies d'ocells (per exemple, galls i galls dindis) no tenen penis, sinó cloaca, la qual també està present en les femelles.
Entre els ocells, només el penis es fa present en les pertanyents al superordre Palaeognathae (tinamúes, estruços, casuarios, etc.), en la família anátidos (ànecs, oques, cignes, etc.), i molt poques més (per exemple, flamencs).

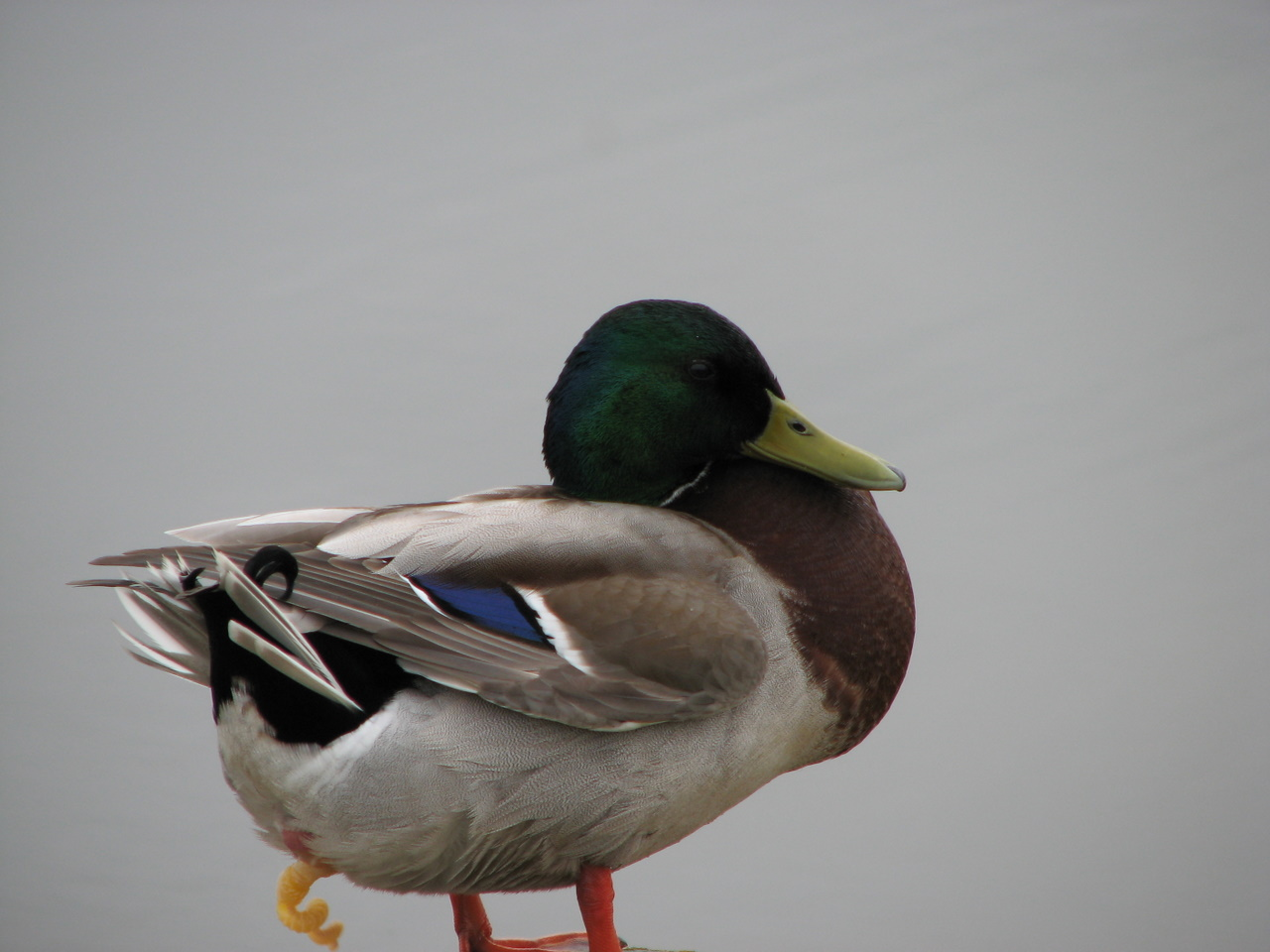
Penis d'un ocell: un ànec real (Anas platyrhynchos)

El penis en els ocells és diferent en estructura al dels mamífers, perquè és una expansió erèctil de la paret cloacal, i s'alça mitjançant el sistema limfàtic, no per la sang. En general, es troba recobert parcialment per plomes; en algunes espècies presenta característiques espines i filaments similars a un raspall, i en estat de flaccidesa s'arrauleix dins de la cloaca.
Proporcionalment a la seva massa corporal, l'ànec de llacuna argentí (Oxyura vittata) té el penis més llarg entre tots els vertebrats. El seu membre viril, que en estat flàccid està enrotllat, durant una erecció és comuna que arribi a la meitat de la longitud del cos de l'ocell, és a dir, uns 20 cm, aproximadament; no obstant això, es va documentar el cas d'un espècimen amb un penis de 42,5 cm. Es teoritza que la grandària notable del seu penis, espinós i amb la seva punta estarrufada, pot haver evolucionat per pressió competitiva en aquests ocells molt promiscus, llevant l'esperma de les unions anteriors, d'igual manera en què un raspall neteja una ampolla. Els mascles d'estruç tenen un penis de forma cònica que és més ample en la base.
Els ànecs mascles tenen un penis que s'enrotlla al llarg de la paret ventral de la claveguera quan està flàccid i que pot tenir una elaborada forma espiral quan està erecte. La variació dels òrgans sexuals masculins dels ocells aquàtics es deu molt probablement a una “carrera armamentística intersexual resultant d'un sistema d'aparellament en el qual són freqüents les copulacions forçades extra-parella”.

## Penis en els invertebrats

### Mol·luscos
Els cefalòpodes mascles tenen un braç especialitzat, el hectocotylus, que s'insereix en la cavitat del mantell de la femela per a lliurar un espermatòfor durant la còpula. En algunes espècies, el hectocotylus es desprèn dins de la cavitat del mantell de la femella; en unes altres, pot utilitzar-se repetidament per a copular amb diferents femelles.

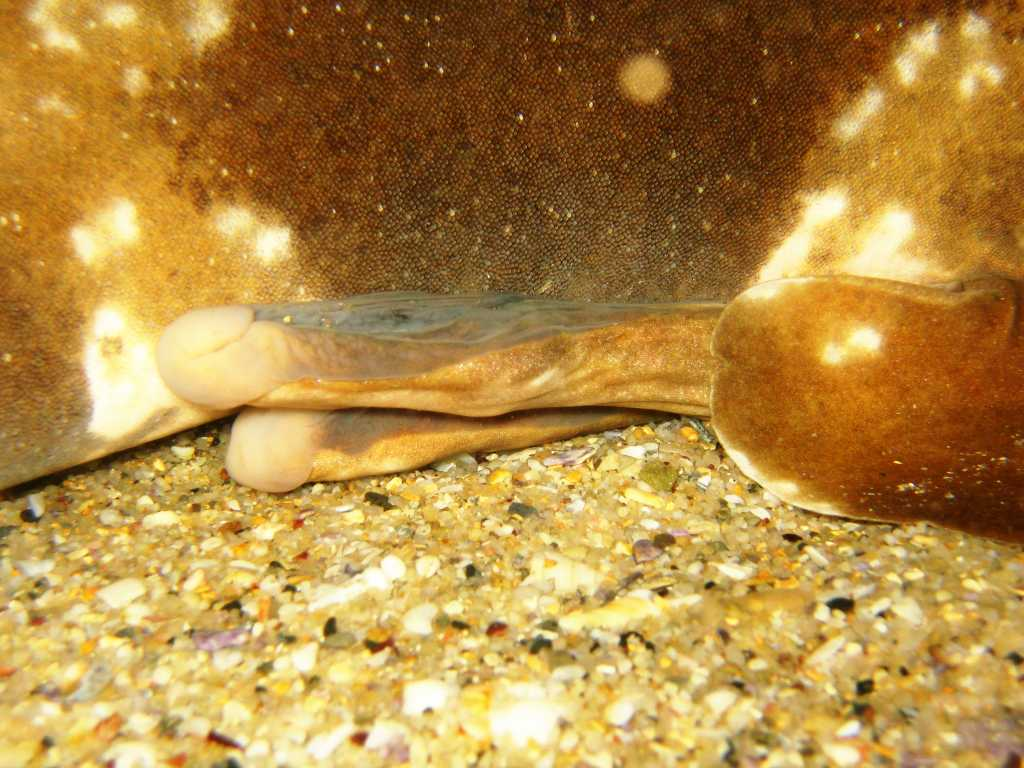
Pterigopodios de Orectolobus maculatus (Orectolobidae)

Encara que existeix la llegenda que l'animal amb major penis respecte a la seva massa corporal el té el percebe, crustaci del qual s'afirmava que representava 40 vegades la longitud total de l'animal), la veritat el que els estudis del Aquarium Finisterrae de La Corunya (que van gravar per primera vegada la còpula del percebe) indiquen que el penis en erecció d'aquest animal no arriba a duplicar el del seu cos.

### Aràcnids
En les aranyes, els òrgans reproductors són els pedipalps masculins, encara que no són principalment òrgans sexuals, sinó que serveixen com a òrgans d'aparellament indirecte; en el mascle els pedipalps tenen puntes buides i amb forma de pala, sovint d'anatomia interna complexa. El mascle sexualment madur típicament diposita el seu semen en un embull de seda especialment teixida, i després aspira l'emissió en els seus pedipalps. En l'aparellament, inserida les obertures dels pedipalps al seu torn en l'epigí, l'estructura genital externa femenina
En els Solifugae la transferència d'esperma també és indirecta; el mascle diposita un espermatòfor al sòl, el recull en els seus quelícers i l'introdueix en l'obertura genital de la femella. En els opiliones (segadors), els mascles tenen una estructura anomenada penis, que no està present en altres aràcnids.

### Diplòpodes
En la majoria dels diplòpodes, la transferència d'esperma es realitza mitjançant un o dos parells de potes modificades anomenades gonòpodes, que sovint es troben en el setè segment del cos. Durant l'aparellament, el mascle doblega el seu cos per a recollir un espermatòfor del porus genital del seu tercer segment, i l'insereix en el cos de la femella. Els gonòpodes varien enormement entre els milpeus, i sovint s'utilitzen per a identificar espècies.

### Insectes

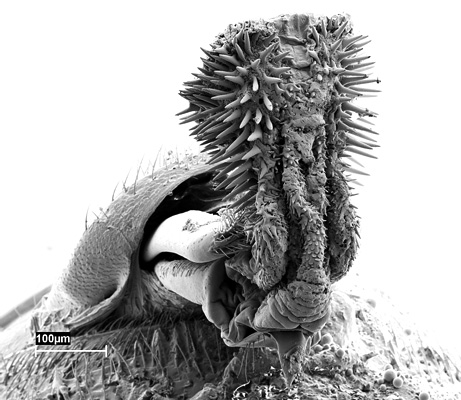
El Callosobruchus analis (corc del frijol) exhibeix un penis cobert d'espines.

Els insectes mascles posseeixen un aedeagus, la funció del qual és directament anàloga a la del penis vertebrat. Alguns insectes també tenen pterigoide. Les arnes mascle tenen un òrgan addicional anomenat justa, que sosté l'aedeagus. No obstant això, aquestes són generalitzacions, i els genitals dels insectes varien enormement en anatomia i aplicació. Per exemple, alguns insectes, més notòriament els Cimicidae i alguns Strepsiptera practiquen una inseminació traumàtica, en la qual l'òrgan entrant perfora la paret abdominal i el semen es diposita en el hemocel. L'òrgan copulador masculí de diversos invertebrats inferiors es denomina cirrus.
De manera independent, un nombre d'invertebrats han desenvolupat la tècnica d'aparellament mitjançant inseminació traumàtica; en aquesta, el penis penetra en l'abdomen de la femella i diposita espermatozoides en la ferida que produeix.

## Museus de penis
El museu denominat Fal·loteca islandesa, a Húsavík, Islàndia, es dedica a col·leccionar penis d'espècies terrestres i marines, tant les que viuen en aquest país com també les d'altres regions del món.